# ألان موريسون
ألان موريسون (بالإنجليزية: Allan Morrison)‏ (31 مارس 1982 في المملكة المتحدة - ) هو لاعب كرة قدم بريطاني في مركز حراسة المرمى. لعب مع نادي سلتيك ونادي كارلايل يونايتد ونادي كلايد ونادي سترنرير ‏ وجلينفتون أثلتيك ‏.

## وصلات خارجية
- ألان موريسون على موقع Soccerbase.com (لاعب) (الإنجليزية)